# Portugal International 2019
Die Portugal International 2019 fanden vom 7. bis zum 10. März 2019 in Caldas da Rainha statt. Sie wurden im Centro de Alto Rendimento de Badminton ausgetragen, dem Leistungszentrum des portugiesischen Badmintonverbands Federação Portuguesa de Badminton. Es war die 54. Auflage dieser internationalen Titelkämpfe von Portugal im Badminton.

## Sieger und Platzierte
| Disziplin    | Gold                           | Silber                              | Bronze                                 |
| ------------ | ------------------------------ | ----------------------------------- | -------------------------------------- |
| Herreneinzel | Felix Burestedt                | Soo Teck Zhi                        | Kim Bruun                              |
| Herreneinzel | Felix Burestedt                | Soo Teck Zhi                        | Ditlev Jæger Holm                      |
| Dameneinzel  | Porntip Buranaprasertsuk       | Hung En-tzu                         | Soraya de Visch Eijbergen              |
| Dameneinzel  | Porntip Buranaprasertsuk       | Hung En-tzu                         | Amalie Hertz Hansen                    |
| Herrendoppel | Chang Ko-chi Lee Fang-jen      | Christopher Grimley Matthew Grimley | Bastian Kersaudy Julien Maio           |
| Herrendoppel | Chang Ko-chi Lee Fang-jen      | Christopher Grimley Matthew Grimley | Lee Fang-chih Po Li-wei                |
| Damendoppel  | Julie Finne-Ipsen Clara Nistad | Chang Ching-hui Yang Ching-tun      | Vimala Hériau Margot Lambert           |
| Damendoppel  | Julie Finne-Ipsen Clara Nistad | Chang Ching-hui Yang Ching-tun      | Huang Yu-hsun Hung En-tzu              |
| Mixed        | Chang Ko-chi Lee Chih-chen     | Alex Vlaar Mariya Mitsova           | Paweł Śmiłowski Magdalena Świerczyńska |
| Mixed        | Chang Ko-chi Lee Chih-chen     | Alex Vlaar Mariya Mitsova           | Mathias Thyrri Elisa Melgaard          |